# فيرنون أودوم
فيرنون أودوم (بالإنجليزية: Vernon Odom)‏ هو صحفي أمريكي، ولد في 16 سبتمبر 1948.